# Гарсия Кантареро, Карлос
Карлос Гарсия Кантареро (исп. Carlos García Cantarero; род. 4 ноября 1961, Мадрид) — испанский футбольный тренер и спортивный публицист.

## Биография
После окончания карьеры полупрофессионального футболиста Карлос Гарсия Кантареро начал работать в качестве футбольного тренера на юношеском уровне. В то время он совмещал работу тренера команд возрастных категорий до 13, 15 и до 19 лет. Кроме того работал в основных средствах массовой информации в Испании.
В 1995 году Гарсия Кантареро становится главным тренером клуба «Сан-Себастьян-де-лос-Рейес», выступавшего в Терсере. За три сезона Гарсии Кантареро удаётся вывести команду в Сегунду B.
После трёх лет работы с «Сан-Себастьян-де-лос-Рейес» Гарсию Кантареро пригласили возглавить «Аморос» — третью команду «Атлетико Мадрид».
В феврале 2000 года Карлос Гарсия Кантареро возглавил «Луго», который на тот момент располагался на предпоследнем месте в Сегунде B. Всего за четыре месяца, под руководством Гарсии Кантареро, команда поднялась на шестое место и была близка к квалификации в плей-офф за выход в Сегунду.
В 2000 году, Карлос Гарсия Кантареро вернулся в Мадрид, возглавив «Атлетико Мадрид Б». Вторая команда «матрасников» в том сезоне уверенно шла на первом месте в Сегунде B и после увольнения Маркоса Алонсо с поста тренера «Атлетико Мадрид», президент мадридского клуба Хесус Хиль назначил новым главным тренером «матрасников» Карлоса Гарсию Кантареро. Под руководством Карлоса Гарсии команда провела 7 последних матчей в сезоне 2000/01 в которых добилась 6 побед и один матч свела вничью. Несмотря на неплохие результаты под руководством Гарсии Кантареро, руководство приняло решение доверить в следующем сезоне возглавить команду другому специалисту — Луису Арагонесу, а Гарсия Кантареро продолжил работать с «Атлетико Мадрид Б».
В 2002 году Карлос Гарсия Кантареро возглавил «Леванте», с которым занял 4-е место в Сегунде. Затем проработал по одному сезону с клубами «Эльче» и «Культураль Леонеса». В 2007 году стал тренером панамского клуба «Чоррильо», где проработал два года. После своего пребывания в Панаме, Гарсия Кантареро вернулся в Испанию, чтобы возглавить малоизвестный клуб «Торрельяно». В 2009 году Карлос Гарсия Кантареро получил приглашение от переживавшего тяжёлые времена клуба «Альянса» из Сальвадора. Несмотря на ограничения по времени, и очевидные трудности в работе в качестве главного тренера, Гарсие Кантареро удалось спасти команду от вылета.
В 2009 году Карлос вернулся в Испанию и возглавил клуб «Антекера». Затем продолжил работать с клубами КОНКАКАФ — в 2010 с гватемальским «Хувентуд Ретальтека», а в 2011—2012 — с клубом «Виктория» из Гондураса.